# Savigné-sur-Lathan
Savigné-sur-Lathan ist eine französische Gemeinde mit 1.314 Einwohnern (Stand: 1. Januar 2022) im Département Indre-et-Loire in der Region Centre-Val de Loire. Sie gehört zum Arrondissement Chinon und zum Kanton Langeais. Die Einwohner werden Savignéens genannt.

## Geographie
Savigné-sur-Lathan liegt etwa 28 Kilometer westnordwestlich von Tours am Fluss Lathan. Umgeben wird Savigné-sur-Lathan von den Nachbargemeinden Courcelles-de-Touraine im Norden, Cléré-les-Pins im Osten, Avrillé-les-Ponceaux im Süden und Südwesten, Hommes im Westen sowie Channay-sur-Lathan im Nordwesten.

## Geschichte
Während des Mittelalters war der Ort schwer befestigt und gehörte zu den sogenannten Ville close de l'Anjou.

### Bevölkerungsentwicklung
| Jahr                       | 1962 | 1968 | 1975 | 1982 | 1990 | 1999 | 2006 | 2013 | 2021 |
| Einwohner                  | 905  | 926  | 894  | 938  | 1033 | 1049 | 1262 | 1363 | 1321 |
| Quellen: Cassini und INSEE |      |      |      |      |      |      |      |      |      |

## Sehenswürdigkeiten
- Kirche Saint-Pierre
- Museum
- Windmühle

## Gemeindepartnerschaft
Mit der deutschen Gemeinde Meßstetten in Baden-Württemberg besteht eine Partnerschaft.